# Rozwór aortowy

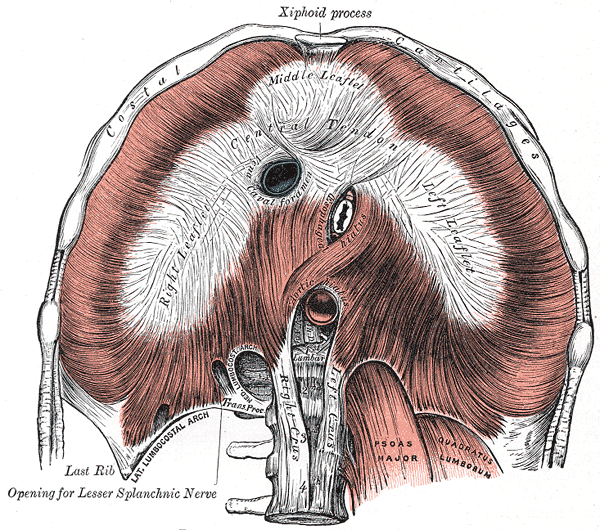
Rysunek przepony z zaznaczonym rozworem aortowym

Rozwór aortowy (łac. hiatus aorticus) – w anatomii człowieka jeden z otworów w przeponie.

## Położenie
W płaszczyźnie czołowej rozwór aortowy przypada na poziom dwunastego kręgu piersiowego. W płaszczyźnie strzałkowej znajduje się do tyłu od rozworu przełykowego przepony, nie jest z nim jednak połączony. W płaszczyźnie horyzontalnej znajduje się nieco na lewo od trzonu dwunastego kręgu piersiowego (Th12).

## Ograniczenie
Rozwór aortowy jest ograniczony dobocznie przez odnogi przyśrodkowe przepony, będące częściami części lędźwiowej przepony (łac. pars lumbalis diaphragmae).
Od przodu rozwór ograniczony jest przez więzadło łukowate pośrodkowe, wytworzone przez włókna przyśrodkowych ścięgnistych brzegów obu odnóg przyśrodkowych przepony.

## Zawartość
Przez rozwór aortowy przepony przebiegają:
- aorta piersiowa, zmieniająca nazwę poniżej rozworu na aortę brzuszną
- przewód piersiowy
- czasami żyła nieparzysta (najczęściej jednak przebiegająca przez szczelinę przyśrodkową prawą przepony)[2][3]